# Tapinaspis
Tapinaspis là một chi bọ cánh cứng trong họ Chrysomelidae.
Chi này được miêu tả khoa học năm 1936 bởi Spaeth.

## Các loài
Chi này gồm các loài:
- Tapinaspis wesmaeli (Boheman, 1855)